# Bembéré Tama
Bembéré Tama is een gemeente (commune) in de regio Mopti in Mali. De gemeente telt 8200 inwoners (2009).